# Peñagrande (stanice metra v Madridu)
Peñagrande (plným názvem španělsky Estación de Peñagrande) je stanice metra v Madridu. Nachází se na křižovatce ulic Camino de Ganapanes a La Bañeza na rozhraní čtvrtí Peñagrande a Barrio del Pilar v obvodu Fuencarral – El Pardo v severní části města. Stanice, kterou prochází linka 7, leží v tarifním pásmu A; nástupiště jsou bezbariérově přístupná. Oba výstupy ze stanice jsou vedeny po obou stranách ulice Camino de Ganapanes.

## Historie
Stavební práce na stanici začaly v listopadu 1996, stanice byla budována mezi dvěma zemními stěnami.
Pro cestující se stanice metra otevřela 29. března 1999 jako součást prodloužení linky 7 ze stanice Valdezarza do stanice Pitis; i s celým úsekem ji postavila španělská společnost FCC. Stanice byla slavnostně otevřena za přítomnosti předsedy Madridského společenství Alberta Ruize-Gallardóna.

## Popis
Stanice je umístěna pod ulicí Camino de Ganapanes. Stanice má rámovou železobetonovou konstrukci, těsně pod úrovní terénu je uzavřena železobetonovou deskou, pod ní se nachází další deska v úrovni vestibulu. Nejnižší úrovní je prostor nástupišť, tento prostor je opticky předělen vodorovnými betonovými ztužidly obdélníkového průřezu. Všechny tyto úrovně jsou propojeny eskalátory a výtahy. Okolní tunely jsou raženy technologií TBM. Tunely do obou sousedních stanic (Avenida de la Ilustración a Antonio Machado) klesají 40 ‰, směrem na Antonio Machado se nachází pravotočivý směrový oblouk, do stanice Avenida de la Ilustración vede trať prakticky přímo.
Stěny stanice jsou obloženy Vitrexem žluté barvy. Nedaleko od stanice zastavují autobusy linek 42, 126, 132 a 17.

## Fotogalerie

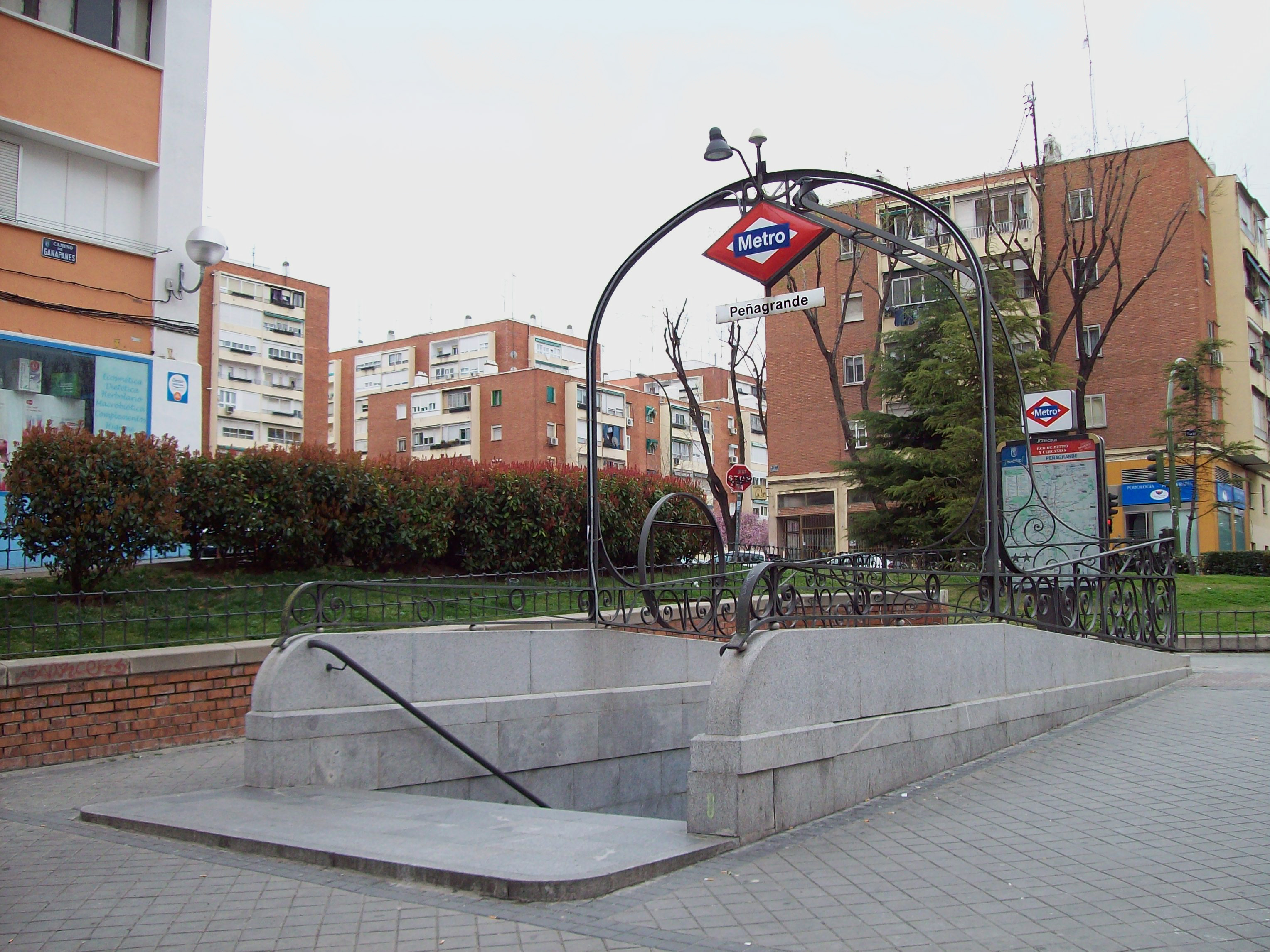
Vstup do stanice
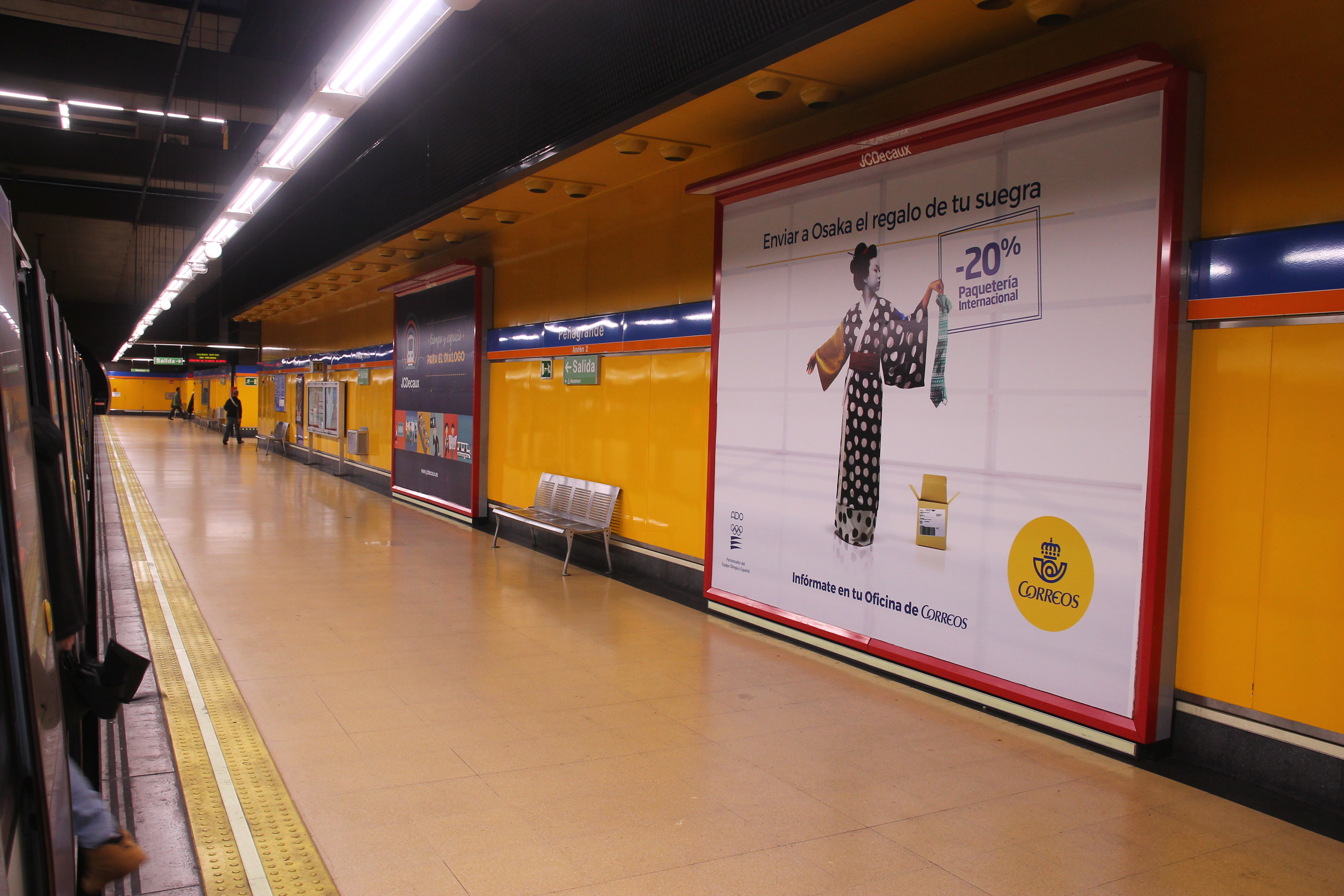
Nástupiště stanice
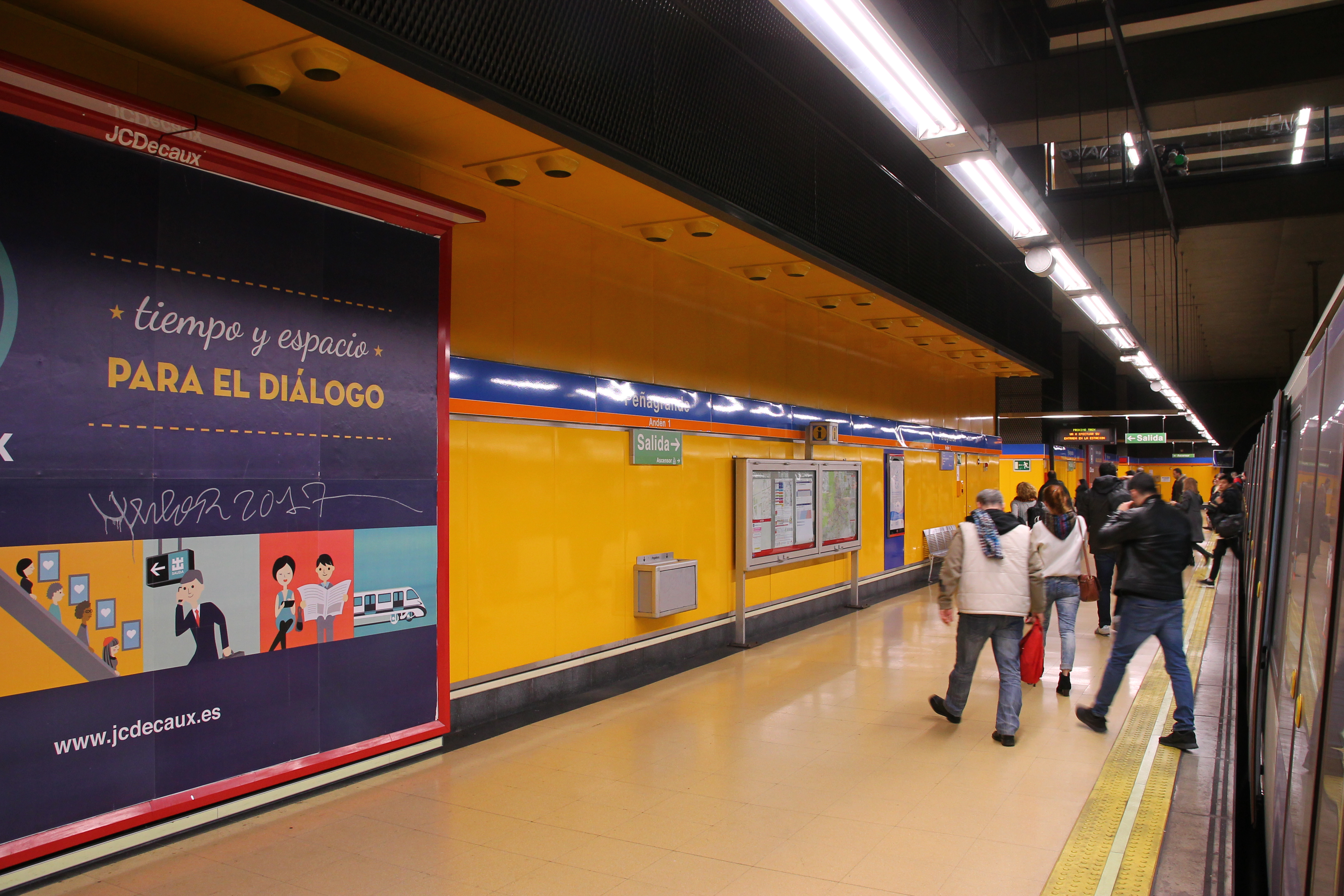
Nástupiště stanice
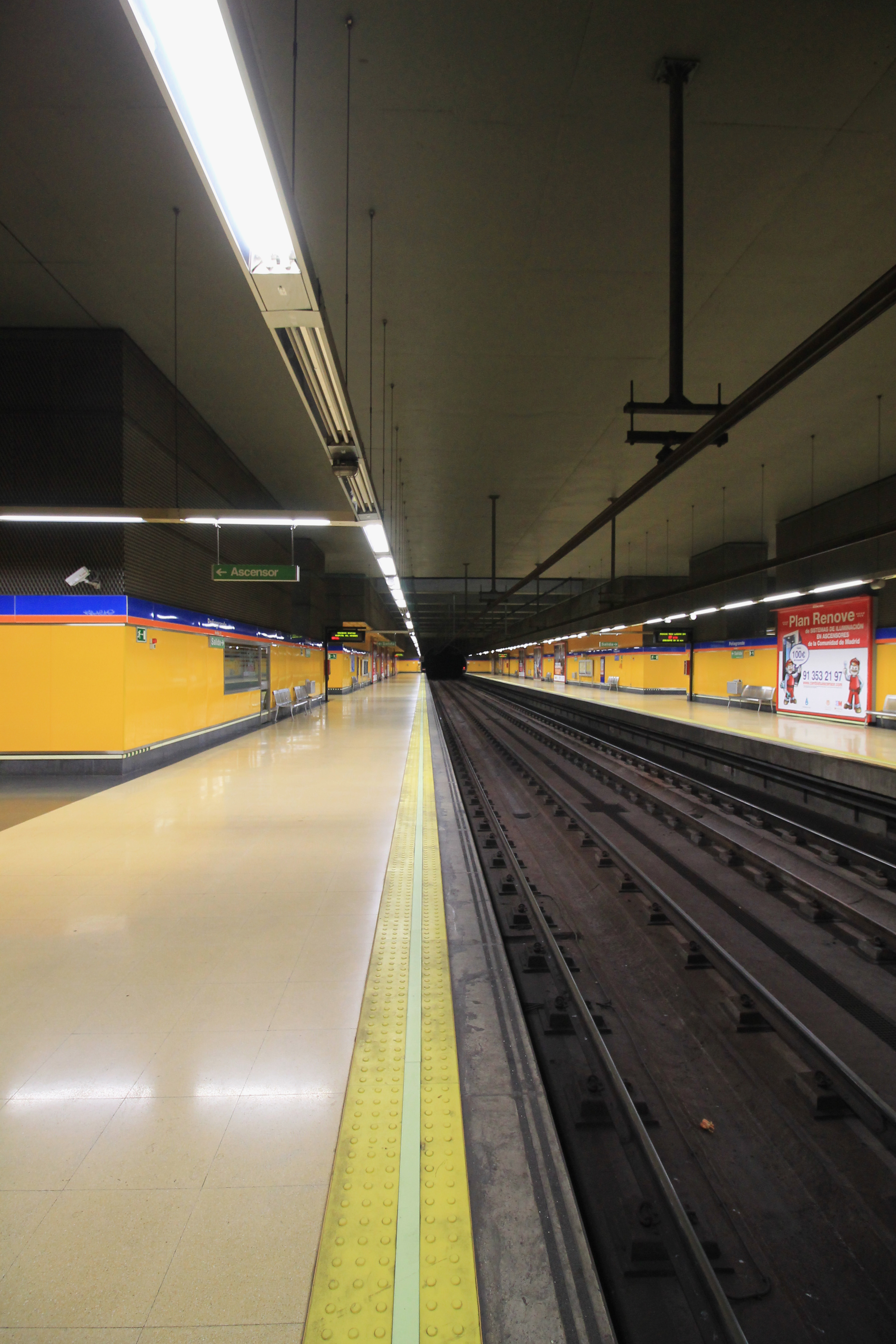
Nástupiště stanice
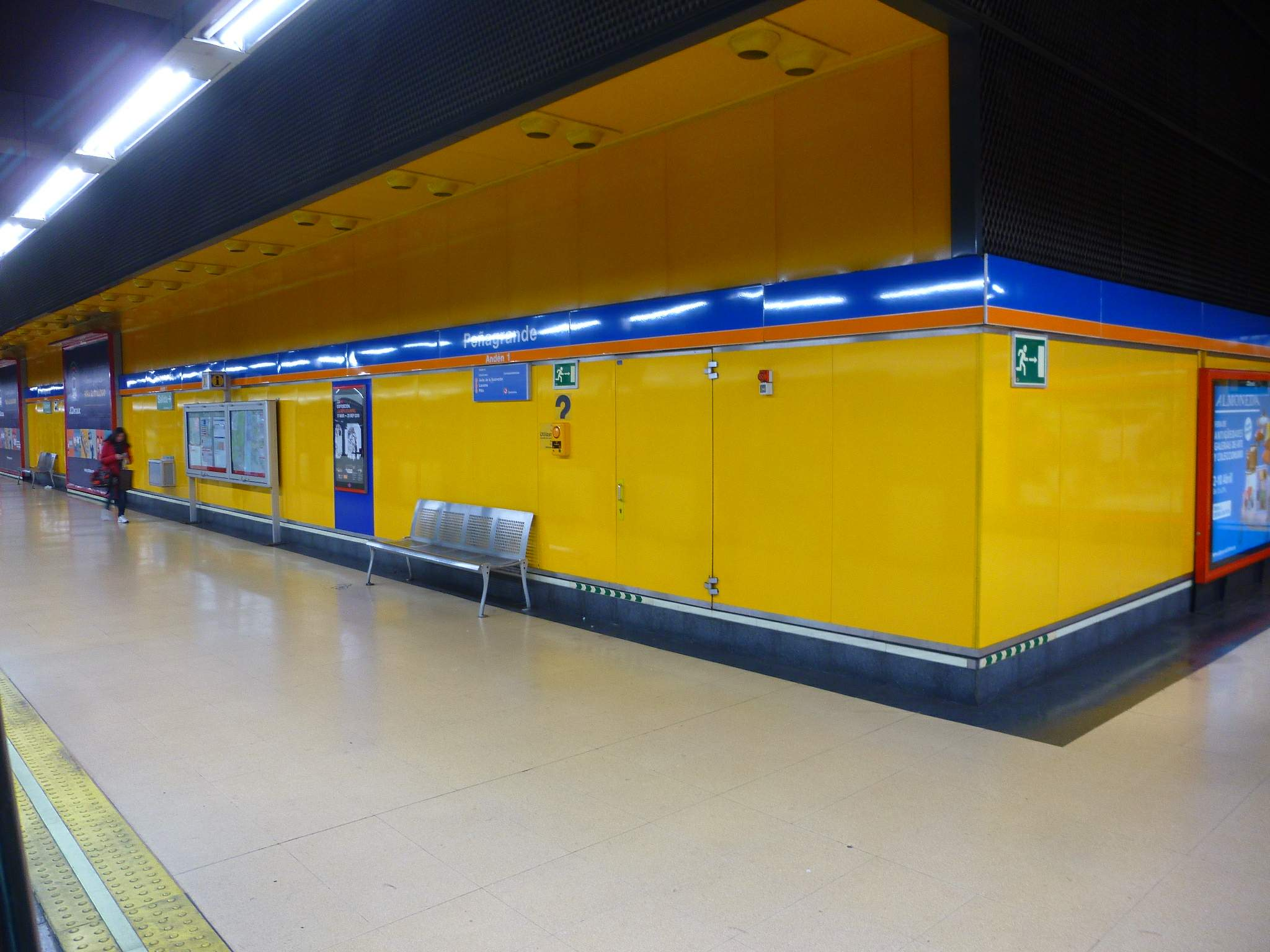
Nástupiště stanice
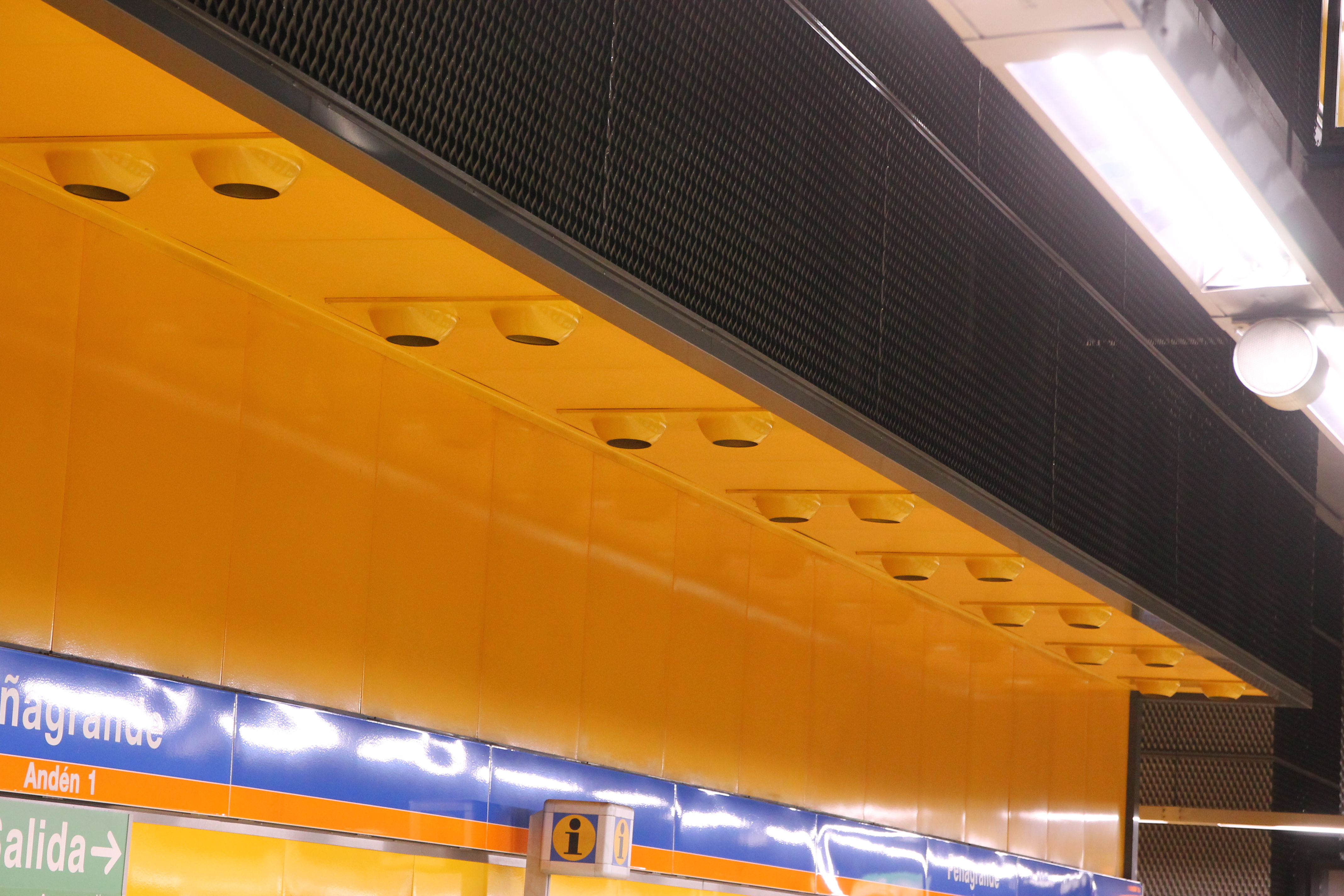
Odvětrání nástupiště